# Stenotrema labrosum
Stenotrema labrosum är en snäckart som först beskrevs av Bland 1862.  Stenotrema labrosum ingår i släktet Stenotrema och familjen Polygyridae. Inga underarter finns listade i Catalogue of Life.